# Cerro Oke Okeni
El Cerro Oke Okeni es un volcán de 5532 m s. n. m. de altura situado en los Andes Centrales, más concretamente en la sección septentrional de la Cordillera Occidental boliviana. Localizado en la frontera entre Chile y Bolivia, el Cerro Oke Okeni se reparte entre la chilena comuna de Putre (región de Arica y Parinacota) y la boliviana provincia Sajama (departamento de Oruro).
Se ha sugerido que el Cerro Oke Okeni se formó durante el Pleistoceno, aunque estudios más recientes establecen su formación entre el Mioceno y el Plioceno, junto con otros volcanes de la zona, como el Nevado Quimsachata, el Cerro Asu Asuni o el Nevado Condoriri.
El Cerro Oke Okeni se compone de dacita y andesita.